# Walter Alexis Invernizzi
Walter Alexis Invernizzi (Salto, 2 aprile 1981) è un ex calciatore uruguaiano, di ruolo attaccante.

## Carriera
Ha giocato nella prima divisione uruguaiana, in cui ha totalizzato complessivamente 50 presenze segnando 13 reti, dal 2003 al 2006. Ha inoltre segnato 11 reti in seconda serie con l'El Tanque Sisley.
Nel 2007 arriva in Italia, per vestire la maglia del Sansepolcro; con gli umbri gioca nel campionato di Serie D, nel quale realizza 11 reti in 23 presenze; l'anno seguente milita nel Group Città di Castello Castello, nel campionato umbro di Eccellenza, che vince e nel quale segna 3 reti in 10 incontri. A fine stagione passa al Fano, club di Lega Pro Seconda Divisione, categoria nella quale i marchigiani nel corso della stagione 2009-2010 si piazzano al quarto posto in classifica perdendo poi la semifinale play-off contro il Gubbio; Invernizzi nel corso del campionato gioca in totale 20 partite, segnando anche 4 reti. Rimane nelle Marche anche l'anno seguente: con la maglia della Fermana gioca infatti il campionato di Eccellenza, in cui realizza 3 reti in 11 incontri; nel dicembre del 2010 passa poi alla Jesina, con cui conclude la stagione segnando 8 gol in 21 partite in Serie D, campionato in cui i biancorossi arrivano quinti in classifica perdendo la semifinale play-off contro il Teramo.
Nella stagione 2011-2012 scende nuovamente in Eccellenza, questa volta con la Sommese, con cui rimane fino a dicembre realizzando 5 reti in 9 partite; fa quindi ritorno alla Jesina, con cui segna altri 8 gol in 15 presenze in Serie D. Rimane nel massimo campionato dilettantistico italiano anche nella stagione 2012-2013, nella quale mette a segno 18 reti in 32 presenze con la maglia dei neopromossi umbri del Bastia, con i quali ottiene la salvezza. A fine anno passa all'Arezzo, sempre in Serie D: con i toscani nella stagione 2013-2014 segna 3 reti in 14 presenze ed arriva terzo in classifica, perdendo contro l'Akragas nella fase nazionale dei play-off, dopo aver vinto quelli del girone E (in cui l'Arezzo militava). Nella stagione 2014-2015 rimane in Toscana, ma con la maglia della neopromossa Sangiovannese, con cui gioca 30 partite e segna 14 gol, venendo riconfermato anche per la stagione 2015-2016, nel corso della quale realizza 7 reti in 14 presenze prima di essere ceduto alla Viterbese nel dicembre del 2015; con i laziali gioca la seconda parte della stagione contribuendo con 9 reti in 16 presenze alla vittoria del campionato; segna poi un gol anche nella prima partita della Poule Scudetto, vinta per 4-1 sul campo del Siracusa il 15 maggio 2016; scende infine in campo da titolare anche nella semifinale della Poule Scudetto, vinta per 6-1 contro lo Sporting Bellinzago, mentre non scende in campo nella finale vinta per 2-1 contro il Piacenza, al termine della quale la Viterbese Castrense si aggiudica lo Scudetto Dilettanti. Viene riconfermato dalla squadra laziale anche per la stagione 2016-2017, disputata in Lega Pro, campionato nel quale gioca 12 partite senza mai segnare; il 31 gennaio 2017 si svincola dai laziali. Successivamente sempre nel 2017 si accasa all'Athlone Town, club della seconda divisione irlandese.
Per il 2018, si accasa alla Sangiovannese in Serie D, per poi trasferirsi nel gennaio del 2019, dopo 7 partite ed un gol, alla Flaminia CivitaCastellana, sempre nella medesima categoria.

## Palmarès

### Club

#### Competizioni regionali
- Eccellenza: 1

Group Città di Castello: 2008-2009

#### Competizioni nazionali
- Serie D: 1

Viterbese: 2015-2016
- Scudetto Dilettanti: 1

Viterbese: 2015-2016